# 1207 год
1207 (ты́сяча две́сти седьмо́й) год  по юлианскому календарю — невисокосный год, начинающийся в понедельник. Это 1207 год нашей эры, 7‑й год 1‑го десятилетия XIII века 2‑го тысячелетия, 8‑й год 1200‑х годов. Он закончился 818 лет назад.
| Пн | Вт | Ср | Чт | Пт | Сб | Вс |
| 1  | 2  | 3  | 4  | 5  | 6  | 7  |
| 8  | 9  | 10 | 11 | 12 | 13 | 14 |
| 15 | 16 | 17 | 18 | 19 | 20 | 21 |
| 22 | 23 | 24 | 25 | 26 | 27 | 28 |
| 29 | 30 | 31 |    |    |    |    |

| Пн | Вт | Ср | Чт | Пт | Сб | Вс |
|    |    |    | 1  | 2  | 3  | 4  |
| 5  | 6  | 7  | 8  | 9  | 10 | 11 |
| 12 | 13 | 14 | 15 | 16 | 17 | 18 |
| 19 | 20 | 21 | 22 | 23 | 24 | 25 |
| 26 | 27 | 28 |    |    |    |    |

| Пн | Вт | Ср | Чт | Пт | Сб | Вс |
|    |    |    | 1  | 2  | 3  | 4  |
| 5  | 6  | 7  | 8  | 9  | 10 | 11 |
| 12 | 13 | 14 | 15 | 16 | 17 | 18 |
| 19 | 20 | 21 | 22 | 23 | 24 | 25 |
| 26 | 27 | 28 | 29 | 30 | 31 |    |

| Пн | Вт | Ср | Чт | Пт | Сб | Вс |
|    |    |    |    |    |    | 1  |
| 2  | 3  | 4  | 5  | 6  | 7  | 8  |
| 9  | 10 | 11 | 12 | 13 | 14 | 15 |
| 16 | 17 | 18 | 19 | 20 | 21 | 22 |
| 23 | 24 | 25 | 26 | 27 | 28 | 29 |
| 30 |    |    |    |    |    |    |

| Пн | Вт | Ср | Чт | Пт | Сб | Вс |
|    | 1  | 2  | 3  | 4  | 5  | 6  |
| 7  | 8  | 9  | 10 | 11 | 12 | 13 |
| 14 | 15 | 16 | 17 | 18 | 19 | 20 |
| 21 | 22 | 23 | 24 | 25 | 26 | 27 |
| 28 | 29 | 30 | 31 |    |    |    |

| Пн | Вт | Ср | Чт | Пт | Сб | Вс |
|    |    |    |    | 1  | 2  | 3  |
| 4  | 5  | 6  | 7  | 8  | 9  | 10 |
| 11 | 12 | 13 | 14 | 15 | 16 | 17 |
| 18 | 19 | 20 | 21 | 22 | 23 | 24 |
| 25 | 26 | 27 | 28 | 29 | 30 |    |

| Пн | Вт | Ср | Чт | Пт | Сб | Вс |
|    |    |    |    |    |    | 1  |
| 2  | 3  | 4  | 5  | 6  | 7  | 8  |
| 9  | 10 | 11 | 12 | 13 | 14 | 15 |
| 16 | 17 | 18 | 19 | 20 | 21 | 22 |
| 23 | 24 | 25 | 26 | 27 | 28 | 29 |
| 30 | 31 |    |    |    |    |    |

| Пн | Вт | Ср | Чт | Пт | Сб | Вс |
|    |    | 1  | 2  | 3  | 4  | 5  |
| 6  | 7  | 8  | 9  | 10 | 11 | 12 |
| 13 | 14 | 15 | 16 | 17 | 18 | 19 |
| 20 | 21 | 22 | 23 | 24 | 25 | 26 |
| 27 | 28 | 29 | 30 | 31 |    |    |

| Пн | Вт | Ср | Чт | Пт | Сб | Вс |
|    |    |    |    |    | 1  | 2  |
| 3  | 4  | 5  | 6  | 7  | 8  | 9  |
| 10 | 11 | 12 | 13 | 14 | 15 | 16 |
| 17 | 18 | 19 | 20 | 21 | 22 | 23 |
| 24 | 25 | 26 | 27 | 28 | 29 | 30 |

| Пн | Вт | Ср | Чт | Пт | Сб | Вс |
| 1  | 2  | 3  | 4  | 5  | 6  | 7  |
| 8  | 9  | 10 | 11 | 12 | 13 | 14 |
| 15 | 16 | 17 | 18 | 19 | 20 | 21 |
| 22 | 23 | 24 | 25 | 26 | 27 | 28 |
| 29 | 30 | 31 |    |    |    |    |

| Пн | Вт | Ср | Чт | Пт | Сб | Вс |
|    |    |    | 1  | 2  | 3  | 4  |
| 5  | 6  | 7  | 8  | 9  | 10 | 11 |
| 12 | 13 | 14 | 15 | 16 | 17 | 18 |
| 19 | 20 | 21 | 22 | 23 | 24 | 25 |
| 26 | 27 | 28 | 29 | 30 |    |    |

| Пн | Вт | Ср | Чт | Пт | Сб | Вс |
|    |    |    |    |    | 1  | 2  |
| 3  | 4  | 5  | 6  | 7  | 8  | 9  |
| 10 | 11 | 12 | 13 | 14 | 15 | 16 |
| 17 | 18 | 19 | 20 | 21 | 22 | 23 |
| 24 | 25 | 26 | 27 | 28 | 29 | 30 |
| 31 |    |    |    |    |    |    |

## События
- 1201—1219 — война за антиохийское наследство. Серия вооружённых конфликтов между силами Боэмунда IV и Раймунда-Рубена и их союзников за антиохийский престол, произошедшие в Северном Леванте и Киликии[1].
- 1202—1214 — Англо-французская война. Вооруженный конфликт между Филиппом Августом и Иоанном Безземельным[2].
- 1206—1207 — закончилось восстание Санджара.Восстание жителей Мавераннахра под предводительством бухарского ремесленника Санджар-малика[3].
- 1207—1209 — немцы захватывают и разоряют крепости: Кокнесе, Селпилс и город Ерсике в землях латгалов и селов.
- 4 февраля — бракосочетание латинского императора Генриха I и Агнесы, дочери Бонифация Монферратского.
- Февраль — битва при Родосто между Вторым Болгарским царством и Латинской империей в ходе Болгарско-латинских войн[4].
- Март — болгарский царь Калоян захватывает ряд областей во Фракии, осаждает Адрианополь, но в апреле отступает от стен города.
- Весна — хорезмшах Мухаммед подавляет народное восстание Бухару и присоединяет город к своим владениям.
- Сентябрь — Калоян захватывает Македонию; осада Салоник.
- Чжурчжэни (империя Цзинь) позволяют вернуться на родину всем рабам-тангутам[5].
- На территории современных Латвии и Эстонии крестоносцы образовали государство Терра Мариана, провозгласив её вассалом Священной Римской империи.
- По соглашению с епископом Альбертом за Орденом меченосцев была закреплена 1/3 завоёванных земель в Ливонии и других областях Восточной Прибалтики[6].
- Хорезм захватил Бухару и Самарканд, находившихся под властью Каракитайского ханства.
- Окончательная ликвидация Кыргызского Каганата.

## Монгольская империя
- 1207—1208 — Чингис-хан направляет своего старшего сына Джучи на завоевание «лесных народов» — племён, обитавших к северу от реки Селенги и в долине Енисея[7].
- 1207—1208 — второй поход направленный на Монгольское завоевание Си Ся (см. 1205, 1209, 1218-1227)[8]. 
  - Чингисхан участвовал в походе на Си Ся лично, и поставил перед своими войсками задачу уничтожения тангутского государства. Двигаясь прямо на юг по территории Си Ся, монголы достигли гор Хэланьшань, и здесь были блокированы тангутскими войсками[8].
  - Осень — вторжение монгольских войск в Западное Ся; захват монголами города Валохай (Уйрака)[5].
  - Зима 1207/1208 — грабительские набеги в сельские районы Си Ся[5].
- Чингиз-хан образовал Джучиев улус, границы которого в этом году значительно расширились на запад за счёт завоевания земель в Средней Азии. На время они стабилизировались в районе рек Эмбы и Яика[9].

## Русь
Правление: 1173, 1181, 1194-1202, 1203-1204, 1205-1206, 1206-1207, 1207-1210 — Рюрик Ростиславич и 1206, 1207, 1210-1212 (или 1214)— Всеволод Святославич Чермный
- Февраль — Всеволод Юрьевич вызывает из Великого Новгорода своего сына Константина Всеволодовича для участия в походе на рязанских князей. Его встречают на р. Шедашке (сов. Содышка, левый приток р. Клязьма)[10].

- Лето — русские князья совершили поход на Рязанское княжество, союзников черниговских князей — Ольговичей. Рати собираются в Москве. Поход завершается взятием Пронска и Рязани, захватом в плен большинства рязанских князей. Всеволод Юрьевич сажает Ярослава Всеволодовича на рязанское княжение, однако в 1208 году рязанцы поднимают против него мятеж[10][11][12].

- Август — Всеволод Святославич Чермный, соединившийся со всеми Ольговичами, совершил новый поход на Киев, взял его, занял киевский стол, успешно завершил осады Треполя,  Белгорода и Торческа, где княжили союзники и вассалы Рюрика Ростиславича[13][14].
- Мстислав Романович Старый, после продолжительной осады Белгорода Всеволодом Чермным, запросил мира, оставил Белгород и уехал в Смоленск[15].
- Нападение Всеволода Большое Гнездо на рязанских князей заставило Всеволода Святославича отвлечься им на помощь, в результате чего Киев вновь занял Рюрик Ростиславич[13].
- 1207 — 1210 — Рюрик Ростиславич в седьмой раз вернулся на киевский престол[16].
- Рюрик Ростиславич в противоборстве с черниговским князем Всеволодом Святославичем Чермным укрепился на киевском престоле и удерживал его до конца жизни (ум. 1210)[16].
- Папа Иннокентий III направил послание русским князьям, где говорилось: "Страна греков и их Церковь почти полностью вернулись к признанию апостольского креста и подчиняются распоряжениям его, представляется заблуждением, что часть не соглашается с целым и что частное откололось от общего". В подкрепление этого тезиса папа потребовал, чтобы Польша, Орден, Швеция и Норвегия блокировали Русь и препятствовали ввозу в неё железа и любого оружия[17].
- Состоялся съезд русских князей на котором присутствовали представители отдельных князей, княжеских кланов и коалиций[18].
- 25 ноября — во Владимире прошло торжественное освящение деревянной церкви Святого Михаила построенной на средства Константина Всеволодовича на его дворе[12].
- Зима 1207/1208 — Всеволод Большое Гнездо отправляет сына Святослава Всеволодовича на княжение в Великий Новгород, а Константину Всеволодовичу даёт Ростов и "иных 5 городов к Ростову" (Ярославль, Белоозеро, Углич, Мологу и Устюг)[12][19].
- Первое письменное упоминание о Великом Устюге[19].

## Начало правления
См. также: Список глав государств в 1207 году
- Второе Болгарское царство — царь Борил (1207—1218).

## Родились
См. также: Категория:Родившиеся в 1207 году
- 7 июля — Елизавета Венгерская, дочь венгерского короля Андраша II, католическая святая.
- 30 сентября — Джалаладдин Руми, поэт-суфий.
- 1 октября — Генрих III, король Англии (1216—1272).

## Скончались
См. также: Категория:Умершие в 1207 году
- 4 сентября — Бонифаций I Монферратский.
- 8 октября — Калоян, царь Болгарии (1197—1207).
- Тинь Зиой — патриарх одной из ветвей вьетнамского буддизма.
- Эрлинг Стейнвегг — претендент на норвежскую корону от баглеров.
- Дмитр Мирошкинич — новгородский посадник в 1205—1207 гг.